# Mariana Alcoforado

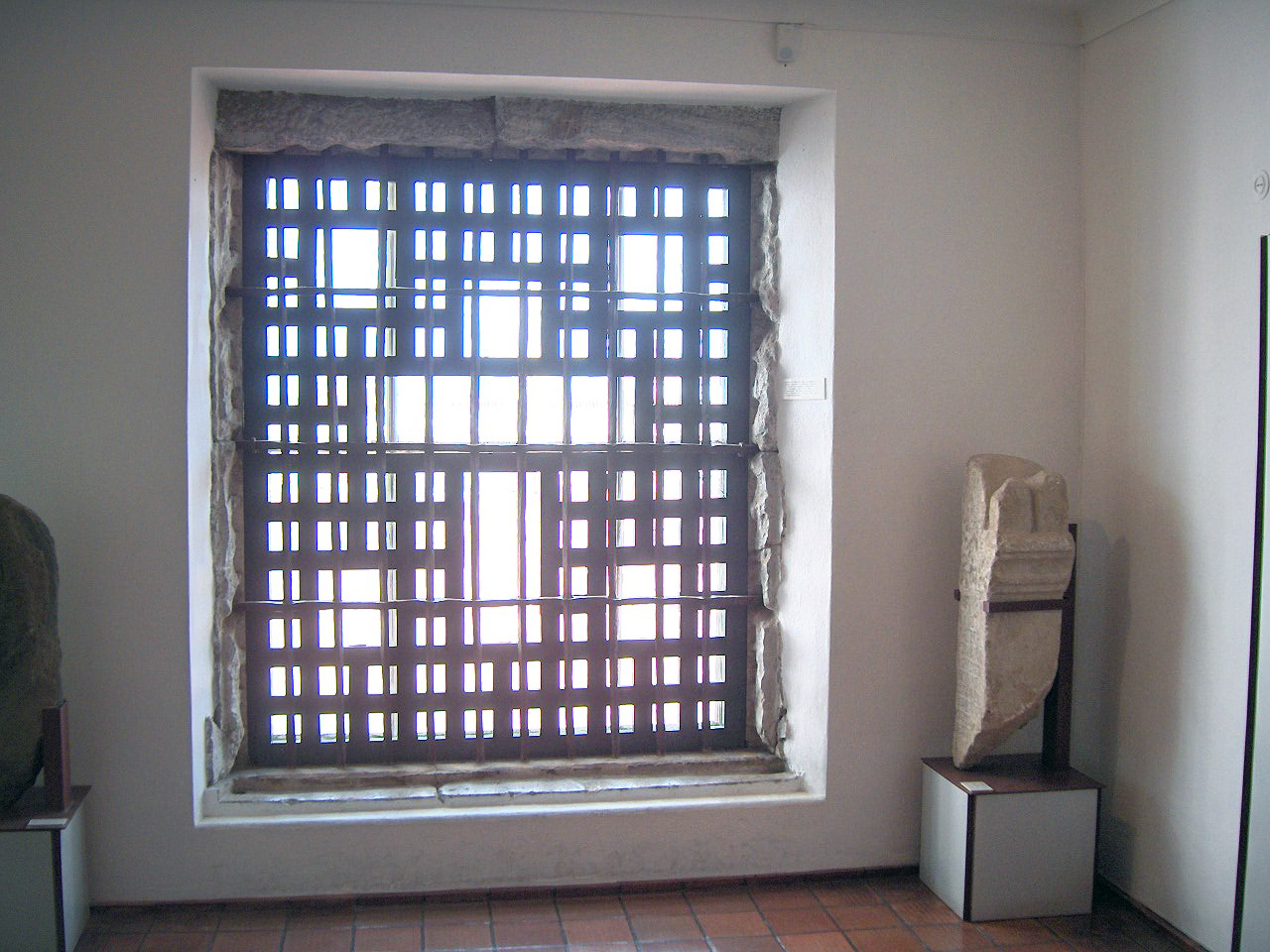
Rèplica de la gelosia de les converses entre la monja i el marqués de Chamilly

Mariana Alcoforado (Beja, 22 d'abril de 1640 - ibídem, Convent de Nostra Senyora de la Consolació, 28 de juliol de 1723) va ser una religiosa que ha passat a la història per ser l'autora de les Cartes d'amor de la monja portuguesa (1669), cinc famoses missives amoroses considerades com una obra mestra de la literatura universal. Les Lettres portugaises es van publicar a París, 1669, com a presumpta versió dels escrits d'una religiosa, i han estat traduïdes a molts idiomes.

## Lescartes portugueses
Se li atribueixen les Lettres Portugaises (Cartes portugueses, difoses en francès encara que amb nombrosos lusismes), suposadament dirigides a Noël Bouton de Chamilly, un cavaller que va formar part de les tropes de Frédéric-Armand de Schomberg de 1665 fins a 1667, durant la Guerra de Restauració portuguesa. En el llibre Sor Mariana ens diu que va veure en una desfilada el marquès de Chamilly a la porta de Mértola, i que, més tard, el germà del marquès, Baltasar, va facilitar una trobada més apassionada entre sor Mariana i l'aristòcrata. Quan l'oficial seductor tornà a França, la monja li hauria escrit aquestes cinc cartes d'amor.
Ben poc després dels suposats fets, el 1669 el llibreter parisenc Claude Barbin publicà el text amb el títol Lettres portugaises traduites en français, sense indicacions de qui en podia ser autor o protagonista. Atès l'èxit de l'edició, al cap de poc n'aparegué una segona, publicada a Holanda, que atribuïa l'autoria a Gabriel de Guilleragues, originant una polèmica al voltant dels orígens de l'obra que ha arribat fins als temps moderns. El llibre es va reeditar nombroses vegades als segles xviii i xix, i es considera que influí en el pensament romàntic de Stendhal.